# كامبو
طب كامبو (باليابانية: Kanpō igaku) المعروف باسم كانبو (طب صيني) يقوم على دراسة الطب الصيني التقليدي في اليابان مُعتمدًا على إرشاداته وطُرق علاجه التي بدأت في بدايات القرن السابع. ومنذ ذلك الحين، أنشأ اليابانيون نظامًا خاصًا للتشخيص والعلاج. يستخدم الطب الياباني التقليدي معظم العلاجات الصينية بما في ذلك الوخز بالإبر والكي، ولكن طب كامبو يهتم أساسًا بدراسة الأعشاب.

## التاريخ

### الأصول
وفقا للأساطير الصينية، تعود أصول الطب الصيني التقليدي إلى الملوك الأسطوريين الثلاثة: فوكسي وشينونج وهوان جي دي. إذ يُعتقد أن شينونج قد تذوق مئات الأنواع من الأعشاب للتأكد من قيمتها الطبية وآثارها على الجسم البشري في المساعدة على تخفيف الألم. ذُكر في أقدم كتاب مكتوب من قِبَل بن تساو عن التركيز فقط على الاستخدام الطبي للنباتات والأعشاب، وقد جُمعت أجزاء هذا الكتاب في نهاية القرن الأول قبل الميلاد، ويُقال أن بن تساو قد صنَّف 365 نوعًا من الأعشاب والنباتات الطبية.
وصلت هذه الممارسات الطبية الصينية إلى اليابان خلال القرن السادس الميلادي. في عام 608، أرسلت الإمبراطورة سويكو كل من إي-نيشي وفوكو-ين إلى جانب مجموعة من الأطباء الآخرين إلى الصين. ويُقال بأنهم درسوا الطب هناك لمدة 15 عامًا. حتى عام 838، كانت اليابان قد أرسلت 19 بعثة طبية إلى الصين في عهد سلالة تانغ الحاكمة. وبينما درس أعضاء هذه البعثات هياكل وبُنى الحكومة الصينية، عمل الأطباء والرهبان اليابانيين على صقل معرفتهم باستخدامات وطُرق الطب الصيني التقليدي.

### عصر النفوذ الغربي
في أي محاولة لإنقاذ الممارسات التقليدية، كان ينبغي الأخذ بعين الاعتبار المفاهيم والعلاجات الغربية. ولذلك، بدأ خريجو كلية الطب، الذين تلقّوا تدريبًا حول الطب الغربي، في إحياء الممارسات الطبية التقليدية. في عام 1910، نشر وادا كيجورتو (1872‐1916) كتاب تحت عنوان «المطرقة الحديدية للعالم الطبي» (إيكاي نو تيتسوي). أُعجب يوموتو موشين (1876-1942) ، وهو طالب خريج كلية كانزاوا الطبية، بهذا الكتاب لدرجة أنه طلب بأن يُصبح طالبًا عند الطبيب وادا. كان كتابه «الطب الياباني الصيني» (كوكان إيغاكو) الذي نُشِر عام 1927 أول كتاب يتحدث عن طب كامبو حيث استخدم فيه النتائج الطبية الغربية لتفسير النصوص الصينية التقليدية. في عام 1927، قدَّم ناكاياما تاداناو (1895-1957) كتابه تحت عنوان «الأبحاث الجديدة عن طب كامبو». ولاحقّا، أصبح أوتسوكو كيزيتو (1980 – 1900) أحد أشهر ممارسي طب الكامبو في القرن العشرين.
وقد دُعِمَ هذا الإحياء التدريجي من قِبَل تجديد شكل تركيبة ومكونات الدواء العشبي. خلال العشرينات، بدأت شركة ناغاكورا للأدوية في أوساكا بتطوير كبسولات دوائية. وفي نفس الوقت تقريبًا، أنشأت شركة تسومورا جونتيندو، التي أسَّسها تسومورا يورشا (1871-1941) عام 1893، معهدًا للبحوث بهدف تقديم الدعم لتطوير معايير طب كامبو القياسية. وبشكل تدريجي، أصبحت هذه الخلطات والمستحضرات «اليابانية-الصينية» من المعايير الأساسية لطب كامبو.
في عام 1937، بدأ باحثون جُدد مثل ياكازو دومي (1905-2002) بالترويج لطب كامبو عبر ما يُدعى «ندوة عن طب كامبو في جامعة تاكوشوكو». وقد حضر أكثر من 700 شخص هذه الحلقات الدراسية التي استمرت إلى ما بعد الحرب. وفي عام 1938، وفقًا لاقتراح ياكازو، أُنشِئت «جمعية الطب الآسيوي». في عام 1941، نشر تاكياما شينيشيرو كتابًا تحت عنوان «نظريات استعادة طب كامبو». وفي العام ذاته، تعاون كل من ياكازو وأوكتسوكا وكيمورا ناجاهيسا وشيميزو فوجيتارو (1886-1976) في كتابة «الممارسة الفعلية لطب كامبو». من خلال تضمينهم بعضًا من أسماء الأمراض الطبية الغربية، توسَّع نطاق استخدام علاجات طب كامبو إلى حد كبير. وقد طُبع عام 1954 نسخة جديدة من هذا الكتاب المؤثر، كما تُرجم إلى الصينية. ثم نُشرت نسخة منقحة بالكامل عام 1969 تحت عنوان «القاموس الطبي لممارسات كامبو» (كامبي شينريو إتن).
في عام 1950، قام كل من أوتوتسوكا كيزيتو وياكازو دومي وهوسونو شيرتو (1899-1989) وأوكودا كينزو (1884-1961)، بالإضافة إلى آخرين من حركة إحياء طب كامبو ما قبل الحرب بإنشاء «الجمعية اليابانية للطب الشرقي» إلى جانب 89 عضو (أكثر من 9000 عضو بحسب إحصائيات عام 2014). في عام 1960، أُدرِجَت المواد الخام المُستَخدمة بصناعة العقاقير في شركة الأدوية اليابانية، ووُضِعت أسعارًا رسمية لها في إطار التأمين الصحي الوطني.

## أدوية كامبو المُعتَمَدة
أُدرجت علاجات طب الكامبو ضمن نظام الرعاية الصحية الوطني في اليابان. وفي عام 1967، وافقت وزارة الصحة والعمل والرعاية الاجتماعية على إصدار أربعة أدوية خاصة بعلاجات كامبو بموجب برنامج التأمين الصحي الوطني. وفي عام 1976، وافقت الوزارة أيضًا على إصدار 82 نوع دواء آخر. وقد ارتفع هذا العدد إلى 148 من صيغ العقاقير مُستخلصة و241 من العقاقير الخام، و5 مستحضرات خام.
بدلًا من تعديل هذه التراكيب والصيغ الطبية كما في الطب الصيني التقليدي، يستخدم طب كامبو الياباني تركيبات ثابتة من الأعشاب بنسب قياسية وفقًا لمعايير الطب الصيني التقليدي. تُصنع أدوية كامبو من قِبَل العديد من شركات الأدوية. ومع ذلك، فإن كل دواء يتكون تقريبًا من نفس المكونات بالضبط في إطار منهجية التوحيد القياسي للوزارة. ولذلك تُصنع الأدوية في ظل ظروف صارمة تتنافس فيها شركات الأدوية. في أكتوبر عام 2000، أفادت دراسة على مستوى البلاد أن 72% من الأطباء يصفون أنواعًا من أدوية كامبو. يتم تقييم أدوية كامبو الجديدة من خلال استخدام تقنيات حديثة ومتطورة.
كما أن القوانين والإجراءات الوقائية المتعلقة بالسلامة تُعتبر صارمة للغاية بالنسبة لأدوية كامبو اليابانية من الطب الصيني التقليدي بسبب التطبيق الصارم من قِبَل الوزارة.

## استخدامات طب كامبو خارج اليابان
في الولايات المتحدة، يمارس طب كامبو معظم أخصائيّ الوخز بالإبر، وممارسي الطب الصيني التقليدي واختصاصيي الطب البديل وغيرهم من المهنيين الطبيين المحليين. تمت دراسة صيغ المركبات العشبية المستخدمة في علاجات كامبو فيإطار الممارسة السريرية، مثل الدراسة التي أجراها هونسو شو سايكو لعلاج التهاب الكبد C في مركز سلون-كيترينغ للسرطان في نيويورك، وتليُّف الكبد الناتج عن التهاب الكبد C في مركز معالجة الكبد في جامعة كاليفورنيا. وقد أشرف على كلتا التجربتين أطباء اختصاصيين في شركة هونسو للأدوية في الولايات المتحدة الأمريكية، وهي فرع من الشركة الأصلية الموجودة في اليابان.